# Depot von Čelákovice
Das Depot von Čelákovice (auch Hortfund von Čelákovice) ist ein Depotfund der frühbronzezeitlichen Aunjetitzer Kultur aus Čelákovice im Středočeský kraj, Tschechien. Es datiert in die Zeit zwischen 2000 und 1800 v. Chr. Das Depot befindet sich heute im Museum von Čelákovice.

## Fundgeschichte
Das Depot wurde 1930 beim Straßenbau entlang der Bahnstrecke von Čelákovice nach Jiřina in einer etwa 0,5 m tiefen mit Sanderde verfüllten Grube entdeckt.

## Zusammensetzung
Das Depot besteht aus 34 Bronzegegenständen: neun Armspiralen (alle unvollständig erhalten), zwölf vollständigen Ösenhalsringen, sechs Bruchstücken von weiteren Ösenhalsringen und sieben Spiralröllchen aus Draht (davon einige nur Bruchstücke). Das Gesamtgewicht der Funde beträgt 4 kg.